# Villa Tiberius

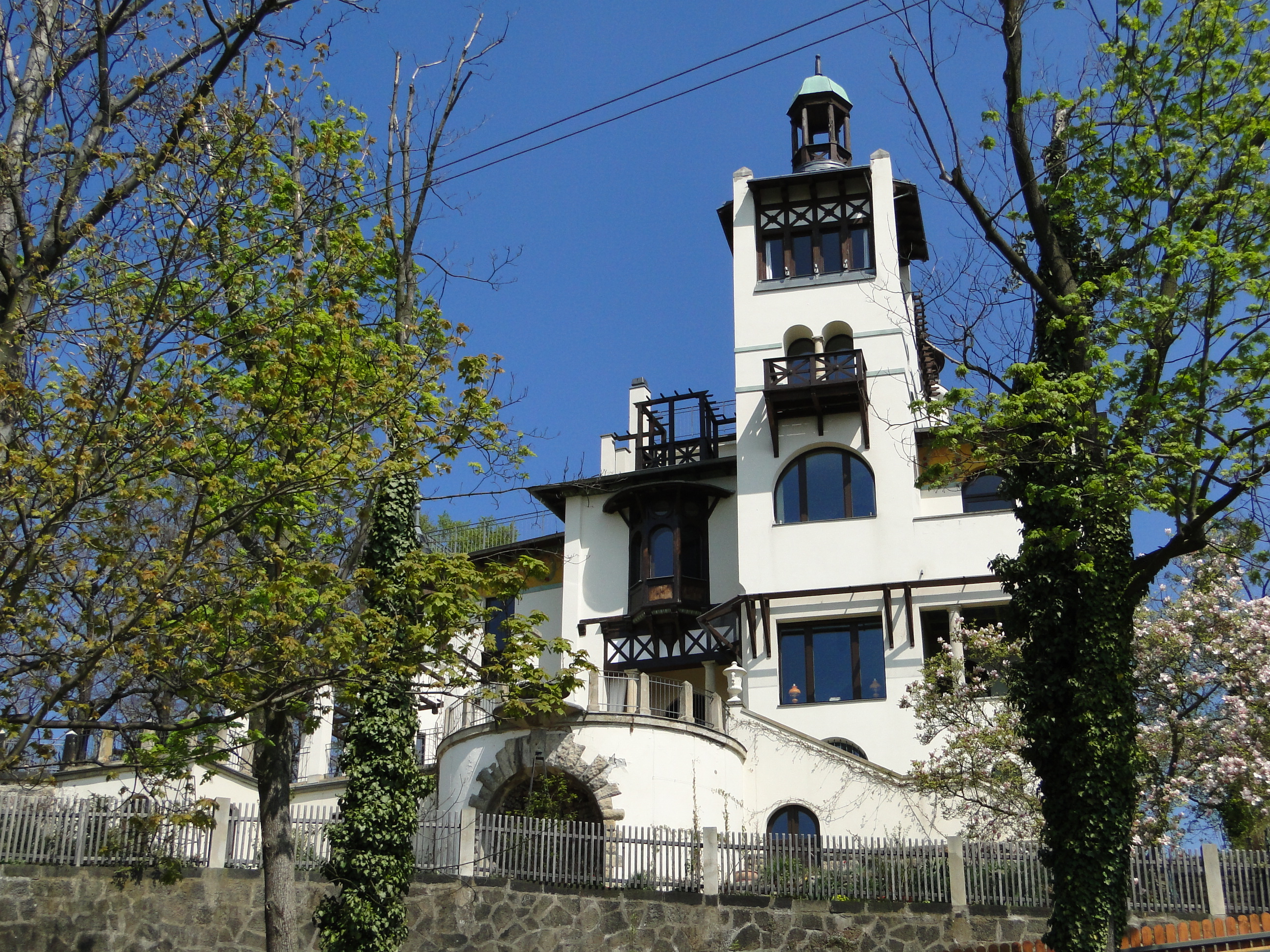
Villa Tiberius (2010)

Die Villa Tiberius ist ein großbürgerliches Wohnhaus in Dresden, Hermann-Prell-Straße 5/7 im Stadtteil Loschwitz, das unter Denkmalschutz steht.

## Geschichte
Die Villa wurde 1905 von dem Architekten Karl Weichardt am Loschwitzer Elbhang als eigenes Wohnhaus errichtet und zunächst nach dem Flurstück Villa Waldwinkel genannt. Weichardt, der als Professor für Ornamententwerfen, Figurenzeichnen, farbige Dekorationen und angewandte Perspektive an der damaligen Technischen Hochschule Dresden lehrte, starb bereits ein Jahr später. Die Villa blieb sein einziges in Dresden ausgeführtes Bauwerk.
Nach 1906 lebte Weichardts Witwe Klara im Haus; in den 1930er-Jahren nutzte ein Höheres Töchterheim das Gebäude, das wiederum 1945 als Flüchtlingsunterkunft diente. In den 1970er-Jahren zogen Büros des Reichsbahnausbesserungswerks Dresden in die Villa ein. Im Jahr 2000 wurde es von einem Anwalt erworben, der es zum Treffpunkt des Internationalen Forums für Kultur und Wirtschaft machte. Nach 2006 wurden in der Villa schließlich Wohnungen eingerichtet.

## Baubeschreibung

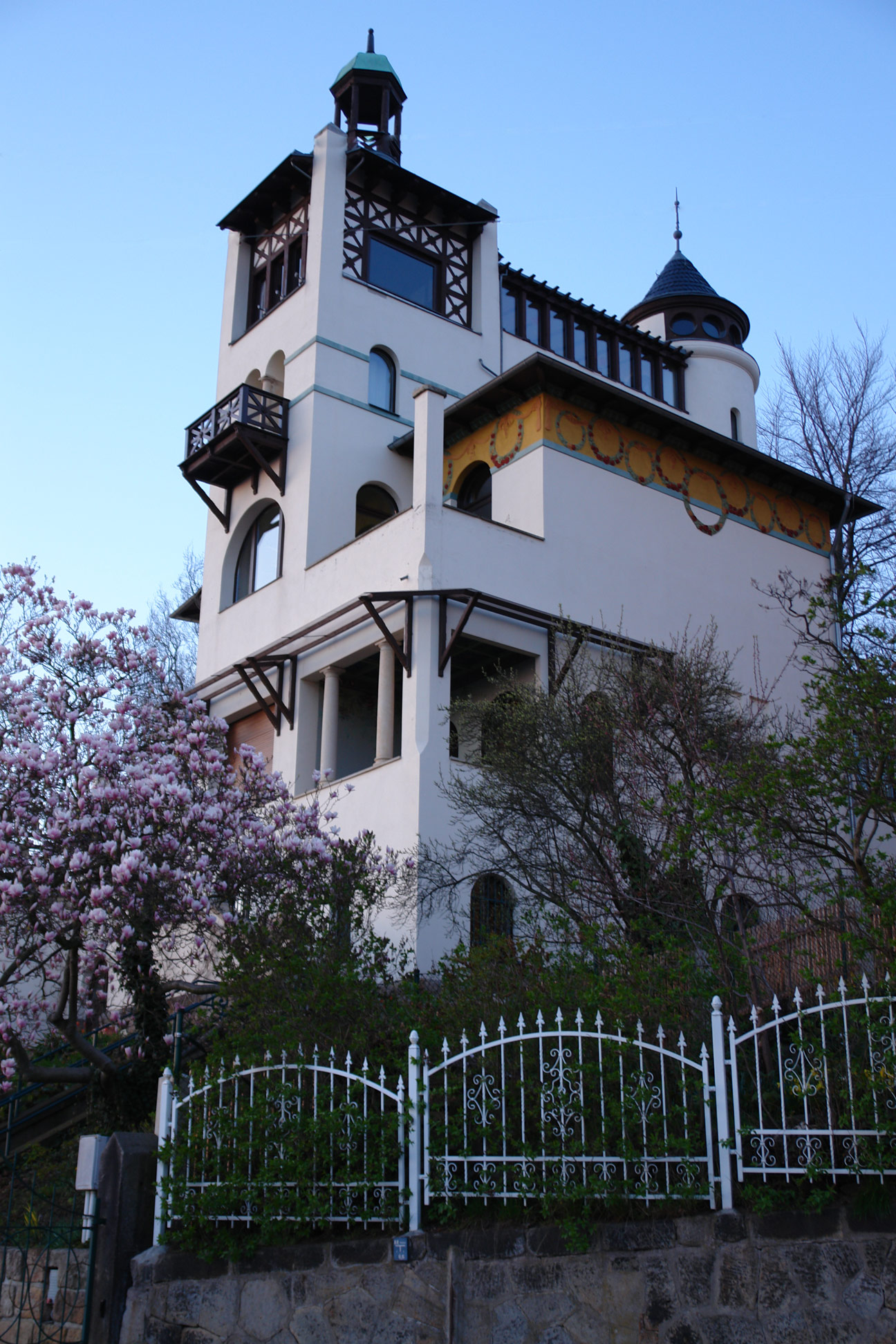
Villa Tiberius, Seitenansicht

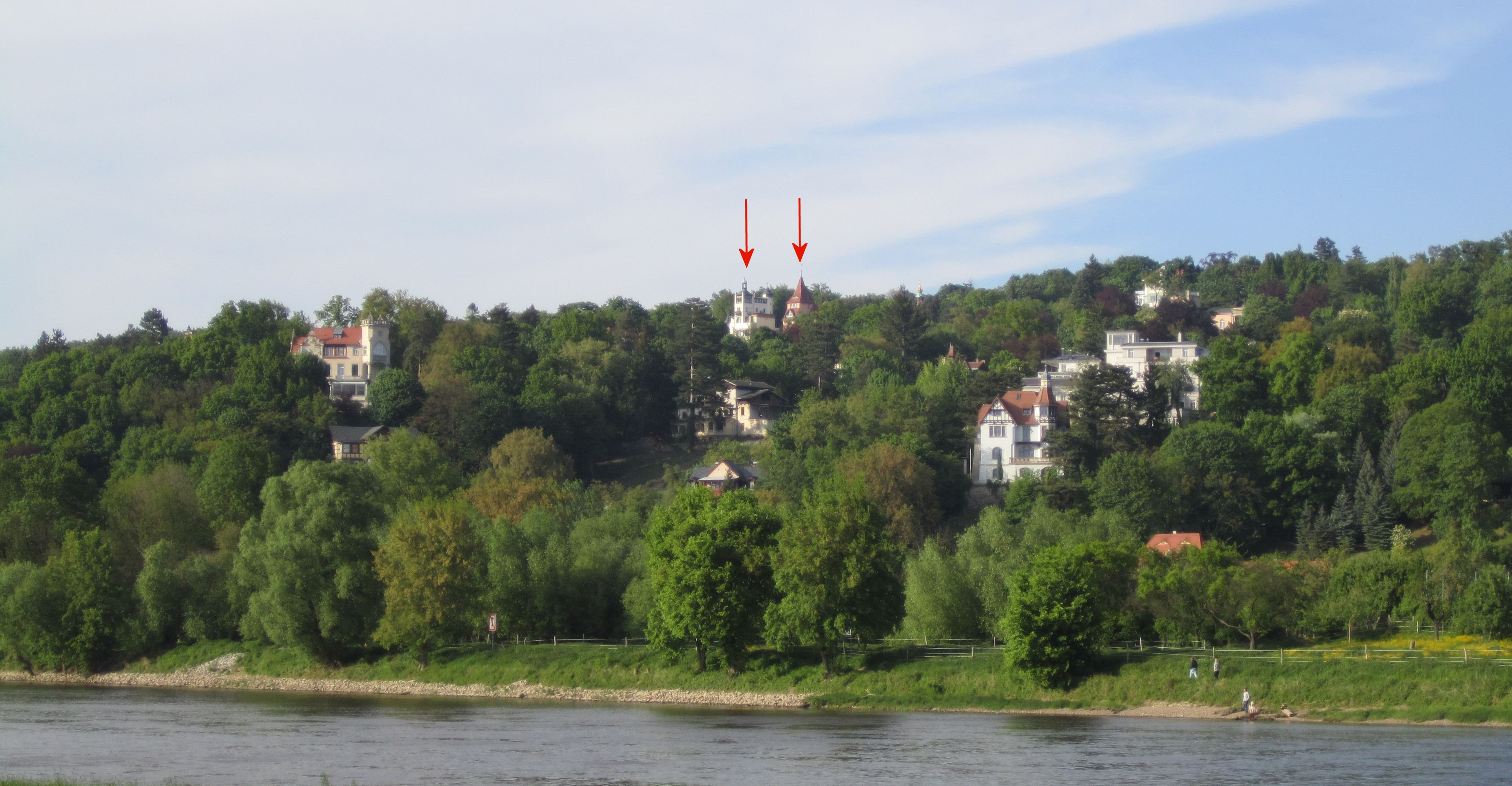
Villa Tiberius (links) und Villa Schau ins Land (rechts), Blick vom Blauen Wunder nordwärts

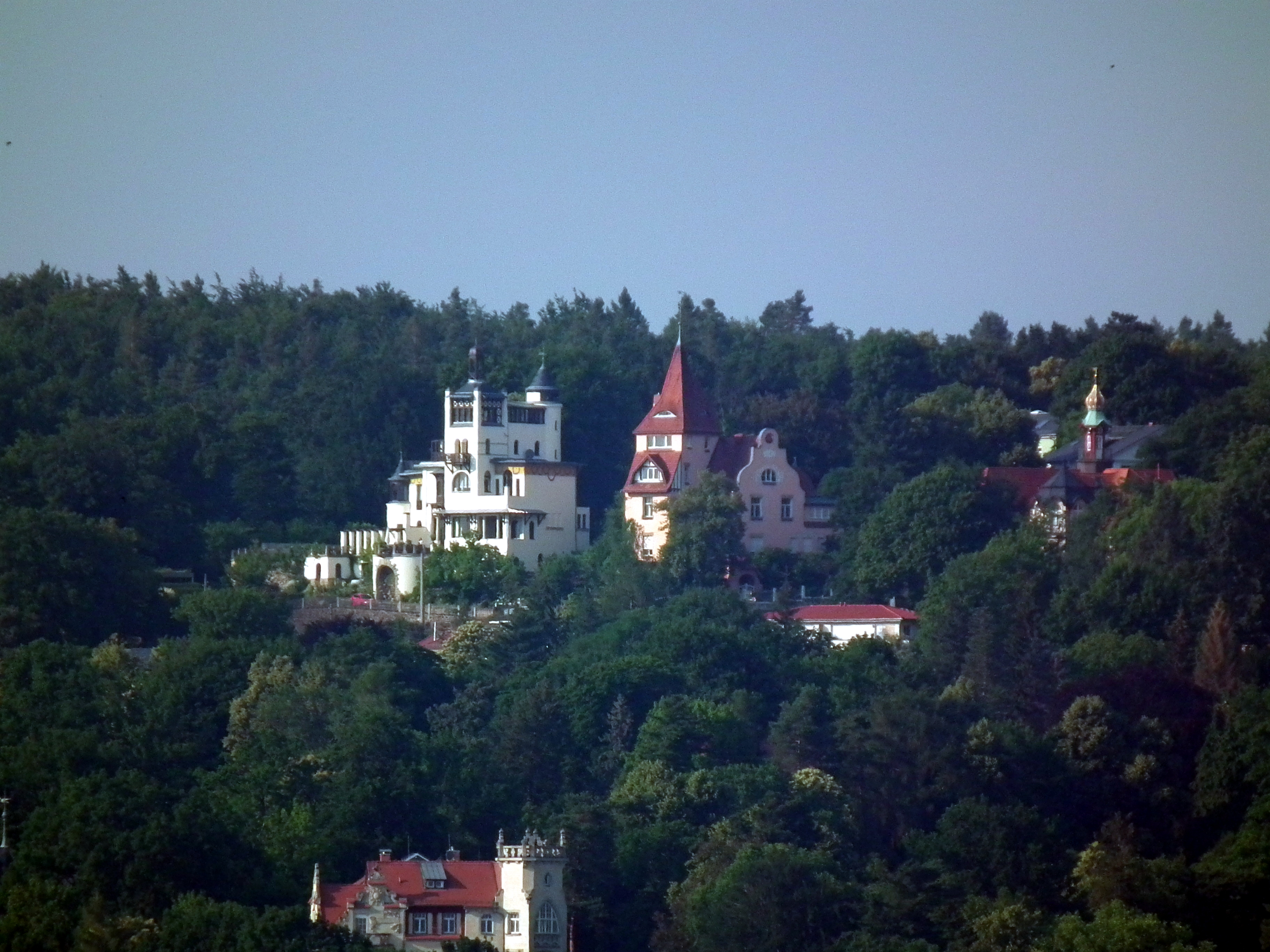
Villa Tiberius

Die Villa gehört „zu den markantesten Bauten des Stadtviertels [Loschwitz]“ und zusammen mit der Villa Schau ins Land und der Villa Meßmacher an derselben Straße „zu den eindrücklichsten der Villenkolonie“. Sie ist ein Spätwerk Weichardts im Stil des italienischen Neoklassizismus, das „an römische und toskanische Vorbilder anlehnend entworfen“ wurde. Weichardt hatte während seines Studiums 1874 und 1886 Studienreisen nach Rom unternommen, die ihn prägten. Zu seinen Veröffentlichungen zählt der Band Das Schloß des Tiberius und andere Römerbauten auf Capri, der 1900 erschien. Eigene Rekonstruktionsentwürfe für die Villa Jovis des Kaisers Tiberius auf Capri flossen in die Gestaltung der Villa Tiberius ein.
Die Villa ist vielfach gegliedert und verschachtelt und besitzt fünf grund- und umrissverschiedene Etagen mit runden und halbrunden Fenstern, Wendeltreppe, Terrassen, Loggien und zwei Türmen. Der ungewöhnliche Grundriss der Villa ist dabei zum Teil auf den Granitboden zurückzuführen, auf dem die Villa erbaut wurde.
Das Innere der Villa ist eklektizistisch gestaltet und weist auch Einflüsse der Reformarchitektur auf. In der Eingangshalle befindet sich eine restaurierte Kassettendecke mit Sternbildern. Die offene Innenhalle malte Weichardt selbst in „pompejianischer Art aus…“. Original erhaltene, farbige Bleiglasfenster zeigen unter anderem Aurora, die römische Göttin der Morgenröte. Seit dem Bau der Villa hat sich die Inneneinrichtung nur unwesentlich verändert.